# Roystonea
Roystonea O.F.Cook è un genere di palme della sottofamiglia Arecoideae. È l'unico genere della tribù Roystoneae.

## Tassonomia
Il genere comprende le seguenti specie:
- Roystonea altissima (Mill.) H.E.Moore
- Roystonea borinquena O.F.Cook
- Roystonea dunlapiana P.H.Allen
- Roystonea lenis León
- Roystonea maisiana (L.H.Bailey) Zona
- Roystonea oleracea (Jacq.) O.F.Cook
- Roystonea princeps (Becc.) Burret
- Roystonea regia (Kunth) O.F.Cook
- Roystonea stellata León
- Roystonea violacea León